# Fashālaj
Fashālaj (persiska: فَشالَنج, فَشالِنج, فيشِهلانی, فشالج, Fashālanj) är en ort i Iran.   Den ligger i provinsen Qazvin, i den nordvästra delen av landet, 180 km väster om huvudstaden Teheran. Fashālaj ligger 1 464 meter över havet och antalet invånare är 126.
Terrängen runt Fashālaj är kuperad. Runt Fashālaj är det ganska glesbefolkat, med 29 invånare per kvadratkilometer. Närmaste större samhälle är Darbahān, 5,7 km sydväst om Fashālaj. Trakten runt Fashālaj består i huvudsak av gräsmarker.